# You're the Inspiration
You're the Inspiration is een nummer van de Amerikaanse band Chicago. Het is de vierde single van hun veertiende studioalbum Chicago 17 uit 1984. Op 31 oktober dat jaar werd het nummer als eerste in de VS en Canada op single uitgebracht. Op 21 december volgden Australië, Nieuw-Zeeland en Japan en in januari 1985 Europa. Het nummer, ingezongen door Peter Cetera, is een ballade die gaat over een smoorverliefd stel.

## Achtergrond
De plaat werd in een aantal landen een hit en behaalde in thuisland de VS de 3e positie in de Billboard Hot 100. In Canada werd de 5e positie behaald, Zweden de 6e, Australië de 43e, Nieuw-Zeeland de 303, Ierland de 9e en in het Verenigd Koninkrijk de 14e positie in de UK Singles Chart.
In Nederland werd de plaat op maandag 21 januari 1985 door dj Frits Spits en producer-invaller Tom Blomberg in het populaire radioprogramma De Avondspits verkozen tot de 331e NOS Steunplaat van de week op Hilversum 3 en werd een radiohit in de destijds drie landelijke hitlijsten op de mationale publieke popzender. De plaat bereikte de 32e positie in de Nationale Hitparade, de 36e in de Nederlandse Top 40 en piekte op de 31e positie in de TROS Top 50. In de Europese hitlijst op Hilversum 3, de TROS Europarade, werd géén notering behaald.
In België behaalde de plaat géén notering in zowel de voorloper van de Vlaamse Ultratop 50 als de Vlaamse Radio 2 Top 30 en de Waalse hitlijst.
In oktober 1997 nam Peter Cetera een remix van het nummer op met de boyband Az Yet. Deze versie deed het minder goed in de hitlijsten en behaalde in de VS de 77e positie in de Billboard Hot 100. In Nederland bereikte deze versie de 72e positie in de publieke hitlijst; toentertijd de Mega Top 100 op Radio 3FM. In de Nederlandse Top 40 op destijds Radio 538 werd géén notering behaald.
In België behaalde ook deze versie géén notering in zowel beide Vlaamse hitlijsten als de Waalse hitlijst.

## NPO Radio 2 Top 2000
| Nummer met noteringen in de NPO Radio 2 Top 2000 | '99 | '00 | '01  | '02 | '03  | '04  | '05  | '06  | '07  | '08  | '09  | '10  | '11  | '12  | '13  | '14  | '15  | '16  | '17  | '18  |
| ------------------------------------------------ | --- | --- | ---- | --- | ---- | ---- | ---- | ---- | ---- | ---- | ---- | ---- | ---- | ---- | ---- | ---- | ---- | ---- | ---- | ---- |
| You're the Inspiration                           | 771 | -   | 1016 | 955 | 1232 | 1402 | 1435 | 1447 | 1402 | 1367 | 1873 | 1649 | 1653 | 1918 | 1841 | 1740 | 1960 | 1962 | 1849 | 1976 |

1. ↑  Een '-' betekent dat het nummer niet was genoteerd en een vetgedrukt getal geeft de hoogste notering aan.
2. ↑  Deze tabel is bijgewerkt tot en met de laatste editie (2024).